# Apolon Belvederski
Apolon Belvederski, imenovan tudi Pitijski Apolon , je slavna marmorna skulptura iz klasične antike. Sedaj velja, da je Apolon rimska kopija iz Hadrijanovega obdobja (približno 120-140)  izgubljenega bronastega izvirnika, ki ga je med 350 in 325 pr. n. št. ustvaril grški kipar Leokar.
Ponovno so ga odkrili v srednji Italiji v poznem 15. stoletju, v času italijanske renesanse, leta 1511 pa je bil postavljen na pol javno razstavo v Vatikanski palači, kjer je do danes. Od sredine 18. stoletja so ga kot najstarejšo skulpturo obravnavali goreči neoklasicisti in je stoletja utelešal ideale estetske popolnosti za Evropejce in zahodnjaške dele sveta. Zdaj je v Cortile del Belvedere v muzeju Pio-Clementine v kompleksu Vatikanskih muzejev.

## Opis
Grški bog Apolon je upodobljen kot stoječi lokostrelec, ki je pravkar ustrelil puščico. Čeprav ni enotnosti o natančni podrobnosti pripovedi, je konvencionalno stališče, da je pravkar ubil kačo Pitona, htonično kačo, ki varuje Delfe, tako da je kip Pitijski Apolon. Druga možnost je lahko, da ubija velikana Titija, ki je grozil njegovi materi Leto ali epizodi Niobid.
Velik kip iz belega marmorja je visok 2,24 m. Njegov kompleksen kontrapost je bil zelo občudovan, saj je postavljen tako frontalno kot v profilu. Puščica je pravkar zapustila Apolonov lok in napor, ki ga kaže njegovo mišičje, je še vedno prisoten. Njegovi lasje, rahlo upognjeni, visijo z obročki navzdol po vratu in se elegantno dvignejo na vrhu glave, ki je obkrožena s strofijem, trakom, ki je simbol bogov in kraljev. Njegov drget je prekinjen na levem ramenu. Je povsem gol, razen sandal in ogrinjala (klamis), ki je ovito preko desne rame, obrnjen na levo roko in vrženo nazaj.
Spodnji del desne roke in leva roka sta manjkali, ko je bil odkrit in jo je obnovil Giovanni Angelo Montorsoli (1507–1563), kipar in Michelangelov učenec.

## Sodobna zgodovina

### Renesansa
Pred namestitvijo v Cortile delle Statue v palači Belvedere v Vatikanu, je bil Apolon, ki je bil odkrit leta 1489 na sedanjem ozemlju Anzia (takrat območje Nettuna), ali morda pri Grottaferrati, kjer je bil  Giuliano della Rovere opat po načelu in commendam  - očitno od umetnikov zelo malo obveščen . Vendar pa je bil v zadnjem desetletju 15. stoletja dvakrat prikazan v knjigi risb učenca Domenica Ghirlandaia, zdaj v Escorialu . Čeprav je bilo že od nekdaj znano, da je pripadal Giulianu della Roveri, preden je postal papež Julij II., je bila njegova umestitev nejasna vse do leta 1986 . Kardinal della Rovere je imel titulus San Pietro in Vincoli, med papeževanjem Aleksandra VI. (1494–1503); v vmesnem času je Apolon stal na njegovem vrtu pri SS. Apostoli, kot je pokazala Deborah Brown in ne v njegovi titularni cerkvi, kot je bilo predpostavljeno.
Ko je bil nameščen v Cortile, je takoj postala znan v umetniških krogih in pojavila se je zahteva po kopijah. Mantovski kipar Pier Jacopo Alari Bonacolsi, imenovan "L'Antico", je skrbno naredil voščen model, ki ga je vlil iz brona, fino obdelan in delno pozlačen, da bi se ujemal v zbirko Gonzagov in v nadaljnjih izvodih še peščici drugim. Albrecht Dürer je obrnil Apolonov položaj za svojega Adama v gravuri Adam in Eva, kar je nakazovalo, da je kip videl v Rimu. Ko sta kip vodela  L'Antico in Dürer, je bil Apolon verjetno še vedno v osebni zbirki delle Rovere, ki ga je, ko je postal papež leta 1511 prenesel na majhno dvorišče kipov v Belvedere, palazzeto ali poletno hišo. ki je bila povezana z Vatikansko palačo z Bramantejevo veliko Cortile del Belvedere. Postal je Apolon Cortile del Belvedere, ime pa je ostalo, čeprav je kip že dolgo v zaprtih prostorih, v muzeju Pio-Clementino v Vatikanskih muzejih v Rimu.
Poleg Dürerja je več velikih umetnikov v pozni renesansi skiciralo Apolona, vključno z Michelangelom, Bandinellijem in Goltziusom. V 1530-ih ga je graviral Marcantonio Raimondi, katerega natisnjena slika je doživela znamenito predstavitev po vsej Evropi.

### 18. stoletje
Apolon je postal eno najslavnejših umetniških del na svetu, ko ga je leta 1755 opisal nemški umetnostni zgodovinar in arheolog Johann Joachim Winckelmann (1717–1768) kot najboljši primer popolnosti grškega estetskega ideala. Njegova »plemenita preprostost in tiha veličastnost«, kot je opisal, je postala ena od vodilnih luči neoklasicizma in ikona razsvetljenstva. Goethe, Schiller in Byron so ga podprli . Apolon je bilo eno od umetniških del, ki jih je v Pariz prinesel Napoleon po pohodu v Italijo leta 1796. Od leta 1798 je bil del zbirke v Louvru v času prvega cesarstva, vendar je bil po letu 1815 vrnjen. 

### 19. stoletje
Neoklasicitični kipar Antonio Canova je delo prilagodil svojemu marmornemu kipu Perzej (Vatikanski muzeji) leta 1801.
Romantično gibanje ni bilo tako prijazno do kritičnega ugleda Apolona. William Hazlitt (1778–1830), eden od velikih kritikov, ni bil navdušen in ga je zavrnil kot "pozitivno slabo". Ugledni umetnostni kritik John Ruskin (1819–1900) je tudi pisal o svojem razočaranju. Končno, začenši s trendom med poznejšimi komentatorji, je umetniški kritik Walter Pater (1839–1894) nagovarjal na homoerotično delo, da bi pojasnil, zakaj so ga tako dolgo kovali v zvezde. Kljub temu je delo ohranilo veliko privlačnost in njegovi odlitki so bili pogosti v evropskih in ameriških javnih prostorih (zlasti v šolah) v 19. stoletju.

### 20. stoletje
Kritični ugled Apolona se je v 20. stoletju še naprej zmanjševal, končno do popolnega zanemarjanja. Leta 1969 je umetnostni zgodovinar Kenneth Clark (1903–1983) podal nekakšen epitaf:
 »... Že štiristo let po odkritju je bil Apolon najbolj cenjen kip na svetu. To je bil Napoleonov največji plen, ki ga je ukradel iz Vatikana. Zdaj je popolnoma pozabljen, razen s strani vodnikov avtobusov, ki so postali edini preživeli prenašalci tradicionalne kulture.« 

## Vpliv
- Albrecht Dürer, Adam in Eva (gravura 1504)
- Kopije Apolona Belvederskega se pojavljajo kot kulturni rekviziti v Joshua Reynoldsa Commodore Augustus Keppel (1752-3, olje na platnu) in Jane Fleming, later Countess Harrington (1778–79, olje na platnu).
- Antonio Canova, Perzej (1801, Vatikanski muzeji, 180x, Metropolitan Museum of Art)
- V Childe Harold's Pilgrimage (1812-18) Byron opisuje, kako kip zahteva dolg človeštva Prometeju (IV, CLXIII, 161–163; 1459–67).
- Thomas Crawford, Orfej in kerber (1838–43; Boston Athenaeum, kasneje Muzej lepih umetnosti, Boston
- Apolon, ki se nagiba k nimfi Tetis
- Glava Apolona Belvederskega je vidno predstavljena v Pesmi ljubezni, sliki Giorgia de Chirica iz leta 1914.
- Na Sejalca, Jean-François Millet (1850), je vplival Apolon Belvederski pri obdelavi in poziranju figure v kosu. Poziranje figure je povezano s kiparstvom, saj je Millet poskušal heroizirati kmeta, ki ga je upodobil.
- Minute Man, Daniel Chester French, 1874 na bregu reke pri Old North Bridge v Concordu, Massachusetts
- V romanu Roberta Musila Človek brez kvalitet, lik Ulricha komentira: »Kdo je še vedno potreboval Apolona Belvederskega, ko je imel nove oblike turbodinama ali ritmična gibanja batov parnega stroja pred svojimi očmi!« [10]
- V svoji pesmi V dnevih prizmatične barve Marianne Moore piše, da »Resnica ni Apolon / Belvedere, ni formalna stvar.« [11]
- Arthur Schopenhauer se v tretji knjigi Svet kot volja in reprezentacija (1859) sklicuje na glavo Apolona Belvederskega, ki se ga občuduje zaradi načina, kako izkazuje človeško superiornost: »Glava boga muz, z daljnimi očmi, stoji tako svobodno na ramenih, da se zdi, da je popolnoma odsoten iz telesa, in ni več podvržen svojim skrbem.«
- Aleksander Puškin se sklicuje na Apolona Belvederskega v svoji pesmi 1829, Pesnik in tolpa (Poйt и толпа ").